# Bernhard Oberholzer
Bernhard Oberholzer (* 8. September 1985 in Hefenhofen) ist ein ehemaliger Schweizer Bahn- und Strassenradrennfahrer.

## Sportliche Laufbahn
Bernhard Oberholzer begann seine Karriere 2006 bei dem Schweizer Continental Team Hadimec.
In der Saison 2008 wurde er in Zürich Schweizer Bahnradmeister in der Mannschaftsverfolgung mit Alexander Aeschbach, Franco Marvulli und Dominique Stark. Im nächsten Jahr konnte er diesen Titel verteidigen. Ausserdem gewann er 2009 eine Etappe beim Grand Prix Oberes Fricktal. Ab 2010 fuhr Oberholzer für die Mannschaft Price your Bike. In seinem ersten Jahr dort gewann er zusammen mit Lionel Wüst die 2 Jours de Genève. Im Jahr darauf war er beim Grand Prix Ägerisee erfolgreich und gewann die Amateurkategorie beim Grossen Preis des Kantons Aargau.
Bei der Sommer-Universiade 2011 in Shenzhen gewann Oberholzer die Goldmedaille im Strassenrennen und Silber im Punktefahren auf Bahn. Im selben Jahr siegte er bei der Meisterschaft von Zürich.
2012 beendete er seine Radsportlaufbahn.

## Erfolge
2008
- Schweizer Meister – Mannschaftsverfolgung (mit Alexander Aeschbach, Dominique Stark und Franco Marvulli)

2009
- Schweizer Meister – Mannschaftsverfolgung (mit Alexander Aeschbach, Claudio Imhof und Franco Marvulli)

2011
- Universiade – Punktefahren

- Universiade – Straßenrennen
- Meisterschaft von Zürich